# Pinehurst (Massachusetts)
Pinehurst – jednostka osadnicza w Stanach Zjednoczonych, w stanie Massachusetts, w hrabstwie Middlesex.